# Ochodaeus hondurae
Ochodaeus hondurae es una especie de coleóptero de la familia Ochodaeidae.

## Distribución geográfica
Habita en Honduras.